# Carlos Gustavo de Baden-Durlach
El margrave (príncipe) Carlos Gustavo de Baden-Durlach (27 de septiembre de 1648 en Durlach - 24 de octubre de 1703 en el Castillo de Karlsburg en Durlach) fue un general alemán. Era hijo del Margrave Federico VI de Baden-Durlach y de su esposa Cristina Magdalena del Palatinado-Zweibrücken.
Dentro del Círculo de Suabia era coronel real del Regimiento de Infantería del Círculo Protestante (1673-1677) y desde 1683 del Segundo Regimiento de Infantería del Círculo (Evangélico). En 1683, sirvió como mayor general y al mismo tiempo que como comandante en jefe de las tropas del círculo. En 1686 fue promovido a teniente mariscal de campo de la infantería del Círculo de Suabia, en 1692 a General Feldzeugmeister y en 1697 a mariscal de campo.

## Matrimonio e hijos
El Margrave Carlos Gustavo se casó el 28 de octubre de 1677 con la Princesa Ana Sofía de Brunswick-Wolfenbüttel (29 de octubre de 1659 - 28 de junio de 1742), hija del Duque Antonio Ulrico de Brunswick-Wolfenbüttel. Tuvieron los siguientes hijos:
- Cristina Juliana (12 de septiembre de 1678 - 10 de julio de 1707), casada el 27 de febrero de 1697 con el Duque Juan Guillermo III de Sajonia-Eisenach.
- Carlos (30 de marzo de 1680 - 30 de agosto de 1680).
- Federico Rodolfo (13 de mayo de 1681 - 18 de mayo de 1682).
- Carlos Antonio (29 de enero de 1683 - 31 de mayo de 1692).[4]